# Japán robotika

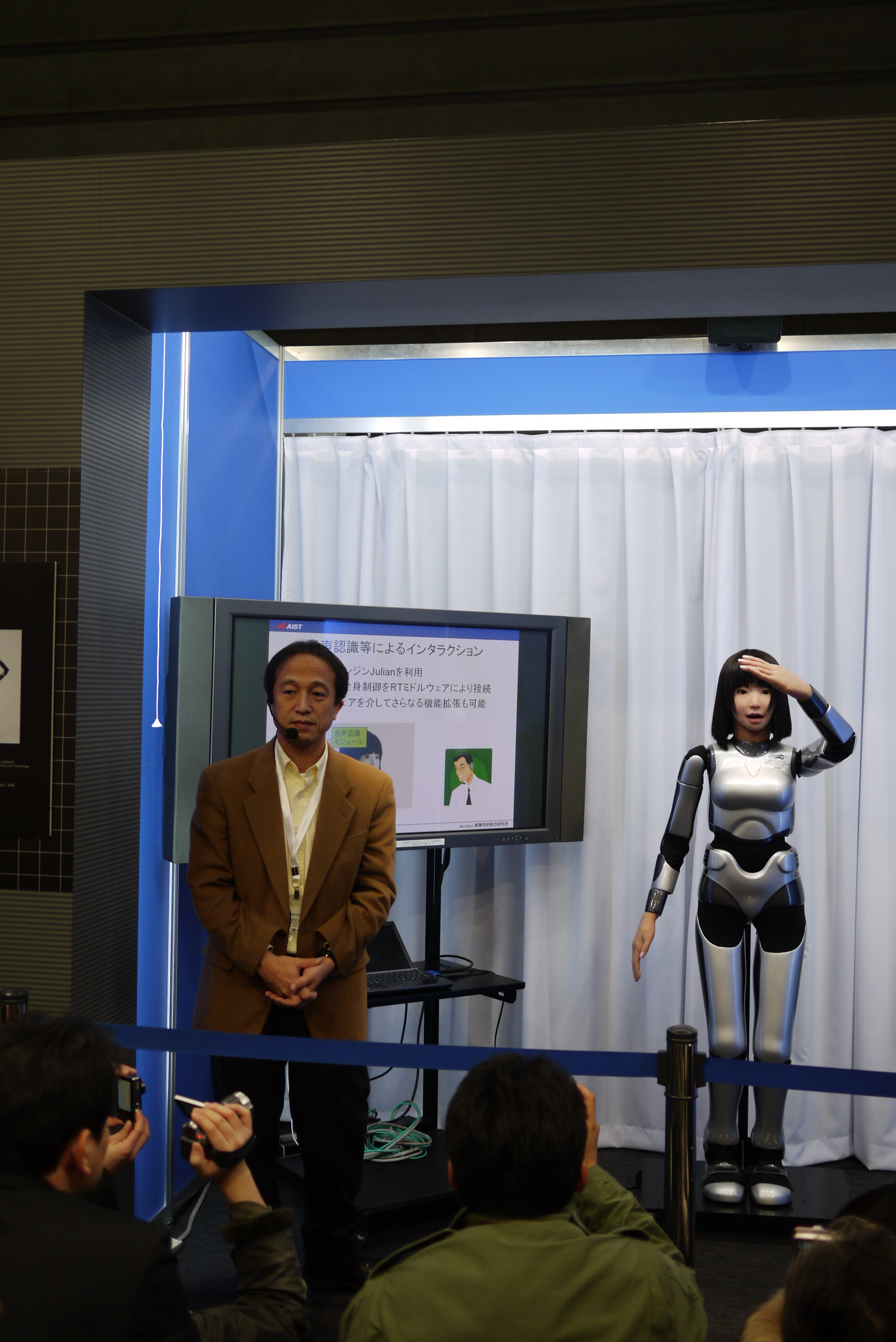
HRP-4C a japán női robot

A japán robotikának rengeteg variációja létezik. A következő robotokat különböztethetünk meg: humanoid szórakoztató robotok, androidok, robot állatok, közösségi robotok, biztonsági robotok és még sok más. Továbbá különböző tulajdonsággal rendelkeznek.
A robotika ipara sokkal fontosabb Japánban, mint a többi országban. Japán már körülbelül negyedmilliónyi ipari robotmunkást foglalkoztat. Az elkövetkezendő 15 évben viszont ezt a számot növelni szeretnék legalább egy millióra és azt feltételezik, hogy 2025-re a jövedelem akár 70 milliárd dollárra is megnövekedhet.

## Robot típusok

### Emberszabású robotok
- ASIMO, gyártotta a Honda
- QRIO, gyártotta a Sony
- HOAP robot széria, gyártotta a Fujitsu[2]
- Toyota Partner Robot, gyártotta a Toyota[3]

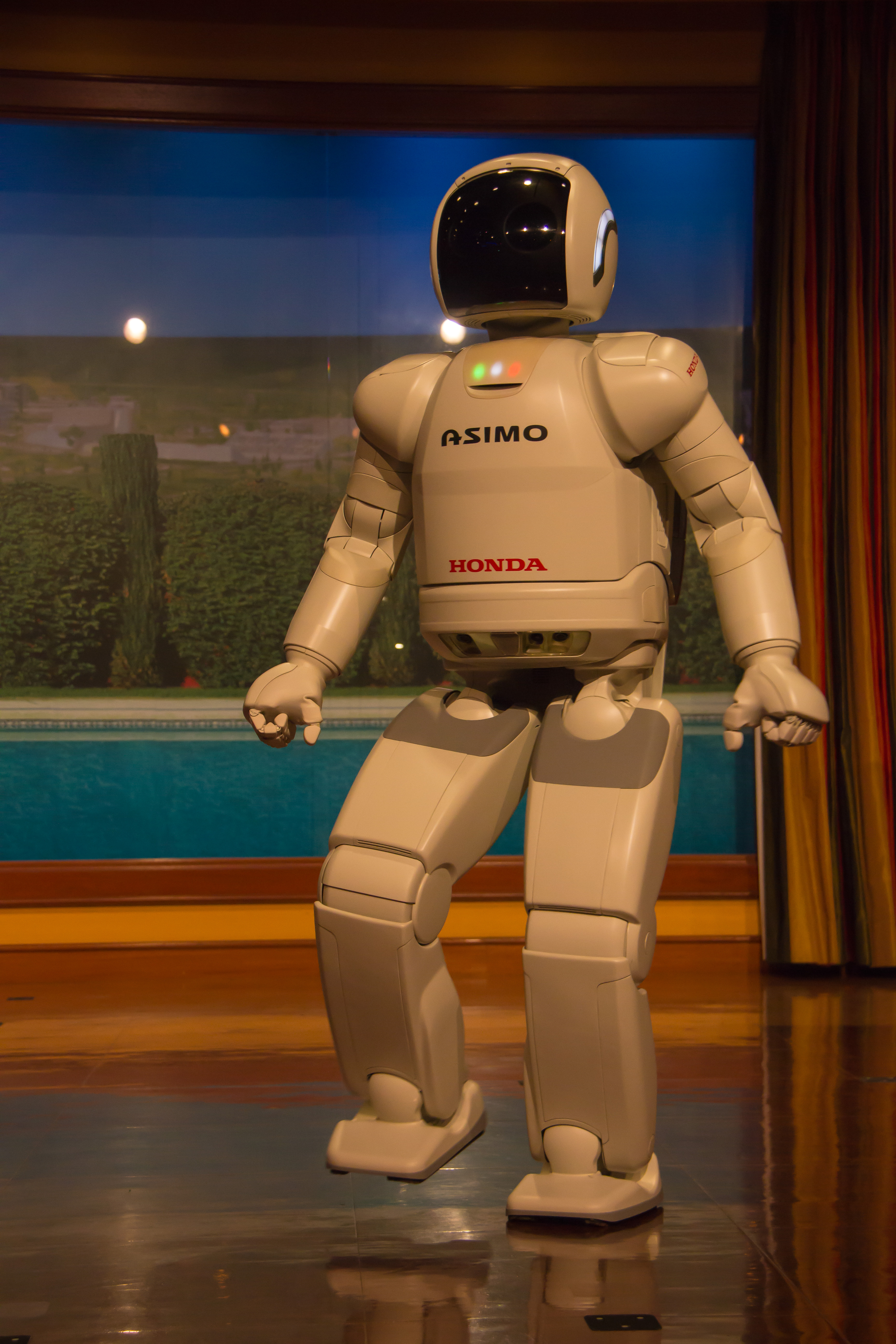
ASIMO, gyártotta a Honda

- EMIEW a Hitachitól

### Androidok
Az androidok olyan tervezésű robotok, amelyek nagyon hasonlítanak az emberekre.
- Actroid egy realisztikus női robot, amelyet a 2005-ös Expo-n demonstráltak először Japánban
- Hanako, a humanoid robot, amelyet fogorvosi gyakorlati célra terveztek[4]
- HRP-4C, egy humanoid robot realisztikus fiatal japán női kinézettel[5]

### Robot állatok
- az AIBO marketing, valamint szórakoztatási céllal készült kutyarobot a Sony által

### Közösségi robotok
- Musio
- PaPeRo
- Paro egy robot kis fóka, amelyet terapeuta céllal készítettek
- Wakamaru

### Biztonsági robotok
- Guardrobo D1 a Sohgo Security Services által gyártott
- Banryu, gyártotta a Sanyo és a TMSUK[6]

### Háztartásbeli robotok
- TWENDY-ONE, fejlesztette a Vaszeda Tudományegyetem[7]
- SmartPal V, gyártotta a Yasakawa Electric Corporation[8]

### Ipari humanoid robotika
- HRP-3 PROMET Mk-II, gyártva a Kawada Industries által és tervezte Yutaka Izubuchi[9]
- HRP-4

### Asztronauta robotok
- Kirobo volt az első japán asztronauta robot 2013. augusztus 13-án, amely megérkezett az ISS-re

### Ipari robotika
Végül a japán vállalatok mélyebb, hosszú távú pénzügyi forrásai és erős hazai piaca tudott a legjobban érvényesülni, akiknek a robotjaik az egész világon elterjedtek. Csupán néhány nem japán vállalat tudott érvényesülni és maradt fenn ezen a piacon belül, méghozzá az Adept Technology, Stäubli-Unimation, a Swedish-Swiss vállalat ABB (ASEA Brown-Boveri), az ausztriai gyártó cég az igm Robotersysteme AG és a német vállalat a KUKA Robotics.

## Jellegzetességeik
A jelenleg létrehozott robot a CB2 vagy más néven a Child-robot (gyerek robot), amely biomimetikus testtel rendelkezik, képes a szemével követni az adott objektumokat. Továbbá a CB2 képes felismerni az emberi tapintást a 197 darab filmszerű nyomásérzékelőnek köszönhetően, amely a gumiszerű bőre alá van elhelyezve. Az Asada, vagyis egy csapat mérnök, az agyspecialistákkal, a pszichológusokkal és további más szakértőkkel megalkották a CB2 -t, amely képes feljegyezni, illetve megjegyezni az érzelmi megnyilvánulásokat, majd összepárosítani a fizikai érzékekkel.
A technológia haladtával ezeknek a robotoknak a képességei egyre jobban megnövekedtek. A CB2 ugyanis ennek a technológiai fejlődésnek köszönhetően egyre jobban kezd úgy viselkedni, mint egy ember, valamint az emberi segítség által képes magát megtanítani a beszédre és ezt tovább fejleszteni. Az 51 darab izomnak hála (amelyet a légnyomás irányít) ez a robot azt is megtanulta, hogy hogyan mozogjon egy szobában.
Az emberszerű japán robotokat még az is jellemzi, hogy képesek a kacsintásra, a mosolyra, és ki tudják fejezni az érzelmeket, mint a haragot és a meglepettséget. Az egyik legújabb japán női robot a HRP-4C, amely a kifutóra lett programozva, képes sétálni, miközben beszél, és 30 darab motornak a segítségével képes a végtagjait mozgatni, habár mindezt kínosan hangosan.
A robotok, amelyek játszani tudnak a gyerekekkel, általában úgy néznek ki, mint az állatok. Függően attól, hogy milyen állatok, képesek kiadni különböző hangokat, mozogni, sétálni és játszani. Például a kutyarobotok tudnak ugatni, mozgatni a farkukat, valahogy szaladni és játszani tudnak a gyerekekkel.
Szintén léteznek olyan összeszerelhető robotok, amelyek képesek elvinni az utasaikat oda, ahova csak szeretnék.

## A robotok kereskedelmi alkalmazása
A robotok elképzelhető kereskedelmi alkalmazása magában foglalja a robot által bármilyen típusú tevékenységet a hazai vagy ipari területen. A japán tudósok rengeteg alkalmazhatóságot szántak a robotok számára. Használhatók a kórházakban, segítséget nyújthatnak az idősek számára, játszhatnak a gyermekekkel, és az embereket különböző tevékenységekben helyettesíthetik.
A kutatók Japánban bemutatták az egyre kifinomultabb robotokat és azok különböző funkcióit, köztük egy beszélő irodai recepcióst, egy biztonsági őrt és még egy általános iskolai tanárt is. Az egyik legújabb modell egy háztartási kisegítő, az AppriAttenda, amelyet a Toshiba fejlesztett ki. Ez egy olyan robot, amely a két kezével a fiókokat ki tudja húzni a hűtőszekrényből és kerekeken mozog. Az ilyen robotok létrehozásának a célja, hogy egyszerűbbé tegye az idősek életét, ha egyedül maradnak otthon. A robotok segítenek nekik a házon belüli alapvető feladatok ellátásával.
A robotika japán tudósai szintén megteremtették az első robot divatmodellt, a HRP-4C-t, egy női robotot, amely képes kecsesen járni, mosolyogni, kacsintani, illetve duzzogni is.
Fumio Miyazaki az Osaka Egyetem Toyonaka Campus mérnöki professzora kijelentette, hogy a japán tudósok több ezer olyan humanoidot tudnak nyújtani, amelyek a 2020-as évek végéig akár dolgozhatnának is az emberek mellett, persze ha csak a társadalom is ezt szeretné.
A japán robotika mérnökei által elért előrehaladás lehetséges volt, köszönhetően annak a baráti képnek, amelyet a japán emberek a robotok felé tartanak. Úgy tűnik, hogy nyugati országokban az emberek leginkább egy gépezetként vagy veszélyes lényként ábrázolják a robotokat, és attól tartanak, hogy a munkájukat majd a robotok válhatják fel.
Japánban található a legtöbb ipari robot, amely több, mint negyedmillió. Japán azt szeretné, hogy a robotika ugyanolyan legyen a 21. század számára, mint a gépjárművek a 20. században.

## Történelme
Japán legrégebbi robot elődei közé tartozik a karakuri ningyo, vagyis a mechanikus babák. Az Edo-korszakban (1603-1867) Takeda-za egy olyan mechanikus bábszínházat hozott létre, amely Oszaka Dotonbori kerületében virágzott. [19] A japán kézműves Hisashige Tanaka, az úgynevezett "Japán Edison", rendkívül összetett mechanikus játékokat hozott létre, melyek közül néhány képes volt teát felszolgálni, tüskéből levont nyilakat tudott használni és japán kanjikat tudott festeni.
1928-ban egy biológus Makoto Nishimura tervezte, majd elkészítette a Gakutensoku robotot. A legnépszerűbb kitalált robot rajzfilmfigura az Astroboy volt, vagy más néven Tetsuwan Atomu. Ez a népszerű robot-hős az Astroboy Osamu Tezuka képzelőerejének köszönhetően jött létre Japánban.
A 20. század közepén a Vaszeda Tudományegyetem professzora Ichiro Kato humanoid robotokat tanulmányozott. 1967-ben kezdeményezte a WABOT projektet, 1972-ben pedig elkészítette a WABOT-1-et a világ első teljes humanoid intelligens robotját. A WABOT-1-nek két karja van, két lába mozgott, és két kamerás szemmel figyel. Ez volt az első android. A végtagszabályozó rendszer lehetővé tette, hogy az alsó végtagokkal járjon, kézzel kezelje és kézben tartja a tárgyakat a tapintó érzékelők által. A látó rendszere lehetővé tette, hogy mérje meg a távolságokat és az irányokat a külső receptoroknak köszönhetően. A beszéd rendszere lehetővé tette, hogy kommunikáljon egy japán emberrel. Japán azóta vezető szerepet tölt be a robotika terén.
1996-ban a Honda bejelentette a P2 humanoid robotot, amely után számos vállalat és intézet humánus robotokat fejlesztett ki sokféle célra.
A japán Kawasaki Robotics már több mint 40 éve indította el az ipari robotok kereskedelmi gyártását.
1995-ben mintegy 700 000 ipari robotot használtak szerte a világon, amelyek közül 500 000 Japánban működött.
2012-ben 1,235,000 és 1,500,000 ipari robot volt használatban.

## Japán robot vállalatok

### Főbb japán robotgyártók
- Sony Corporation
- Honda
- Toyota
- Toshiba

### Ipari robotok
- Mitsubishi Electric Automation – Robotics
- Denso Corporation
- OTC Daihen Corporation
- Epson
- FANUC
- Intelligent Actuator
- Kawasaki
- Nachi-Fujikoshi
- Yaskawa Electric Corporation